# 拉古尼亞斯市 (蘇利亞州)
10°08′00″N 71°15′00″W / 10.1333°N 71.2500°W
拉古尼亞斯市（西班牙語：Municipio Lagunillas），是委內瑞拉的一個市，位於該國西北部蘇利亞州，首府設於奧赫達城，面積975平方公里，海拔高度3米，2012年人口239,284，人口密度每平方公里245.42人。